# Natriumalginaat

Alginaat

Natriumalginaat is het natriumzout van alginezuur. Het is een hydrofiel polymeer dat gemaakt wordt uit bruine algen. Het is verkrijgbaar in poedervorm en wordt na mengen met de juiste hoeveelheid water een gel. Natriumalginaat wordt vooral gebruikt als verdikkingsmiddel en is toegelaten onder nummer E401.